# Margarida de Leiningen-Westerburg
Margarida Isabel de Leiningen-Westerburg (30 de junho de 1604 – 13 de agosto de 1667) foi a primeira condessa-consorte de Hesse-Homburgo e regente do mesmo estado durante a menor idade dos seus filhos.

## Família
Margarida era filha do conde Cristóvão de Leiningen-Vesterburgo e da baronesa Ana Maria de Sonneck. Os seus avós paternos eram o conde Jorge I de Leiningen-Vesterburgo e a condessa Margarida de Isemburgo-Budingen. Os seus avós maternos eram o barão Simão de Sonneck e a condessa Catarina de Plesse.

## Casamento e descendência
Margarida casou-se no dia 10 de agosto de 1622 com o conde Frederico I de Hesse-Homburgo. Juntos tiveram seis filhos:
- Luís I Filipe de Hesse-Homburgo (20 de agosto de 1623 - 16 de março de 1643), morreu aos dezanove anos de idade; sem descendência.
- Jorge de Hesse-Homburgo (29 de outubro de 1624 - 24 de dezembro de 1624), morreu com quase dois meses de idade.
- Guilherme Cristóvão de Hesse-Homburgo (13 de novembro de 1625 - 27 de agosto de 1681), casado com a condessa  Sofia Leonor de Hesse-Darmstadt; com descendência.
- Jorge Cristiano de Hesse-Homburgo (10 de dezembro de 1626 - 11 de agosto de 1677), casado com Anna Catarina Pogwisch; sem descendência.
- Ana Margarida de Hesse-Homburgo (31 de agosto de 1629 - 3 de agosto de 1686), casado com o duque Filipe Luís de Schleswig-Holstein-Sonderburgo-Viesemburgo; com descendência.
- Frederico II de Hesse-Homburgo (30 de março de 1633 - 24 de janeiro de 1708), casado primeiro com Margareta Brahe; sem descendência. Casado depois com a princesa Luísa Isabel da Curlândia; com descendência. Casado pela terceira vez com a condessa Sofia Sibila de Leiningen-Vesterburgo; com descendência.